# 6分
『6分』(ろっぷん)は一青窈の配信限定シングル。

## 解説
シングルとしては2020年の『かたつむり』より約5ヶ月振りとなる。
本作はヤンセンファーマPAH疾患啓発プロジェクト『6 minutes together』のために書き下ろされた楽曲となっている。
一青は本作の作詞にあたり、実際にPAH疾患の患者に対してインタビューを行い、話を聞いた上で作詞したとの事であり、本作に関して「PAH (肺動脈性肺高血圧症)と言う病気の患者の方が行う検査の1つとして「6分間歩行検査」と言う検査があることを知り、文字通り「6分」と言う曲を制作しました。患者さんにとってこの曲が一歩一歩をしっかりと実を結んで花を咲かせ、次の一歩を踏み出そうとする人に寄り添える曲になってくれれば幸いです。」とコメントを寄せている。

## 収録曲
1. 6分
作詞：一青窈 / 作曲：マシコタツロウ / 編曲：トオミヨウ